# Rundāle slott
Rundāle slott (lettiska: Rundāles pils; tyska: Schloss Ruhental) är det mest kända barockslottet i Lettland och är beläget 12 km väster om Bauska. Slottet byggdes på 1730-talet och ritades av arkitekten Bartolomeo Rastrelli som ett sommarresidens för Ernst Johann von Biron, hertig av Kurland. 

## Historia
Markegendomen köptes 1735 av Ernst Johann von Biron. Där stod tidigare ett medeltidsslott som han rev och inledde bygget av det nuvarande slottet. Byggnaden ritades av den italiensk-ryske arkitekten Bartolomeo Rastrelli, och bygget inleddes 1736, och färdigställdes 1740.
1740 föll Biron i onåd hos den ryska tsaritsan Elisabet och residenset stod tomt fram till 1760-talet, då Rastrelli slutförde interiören. 
År 1972 öppnade Rundāle slottsmuseum.

### Bilder, slottsrum (urval)

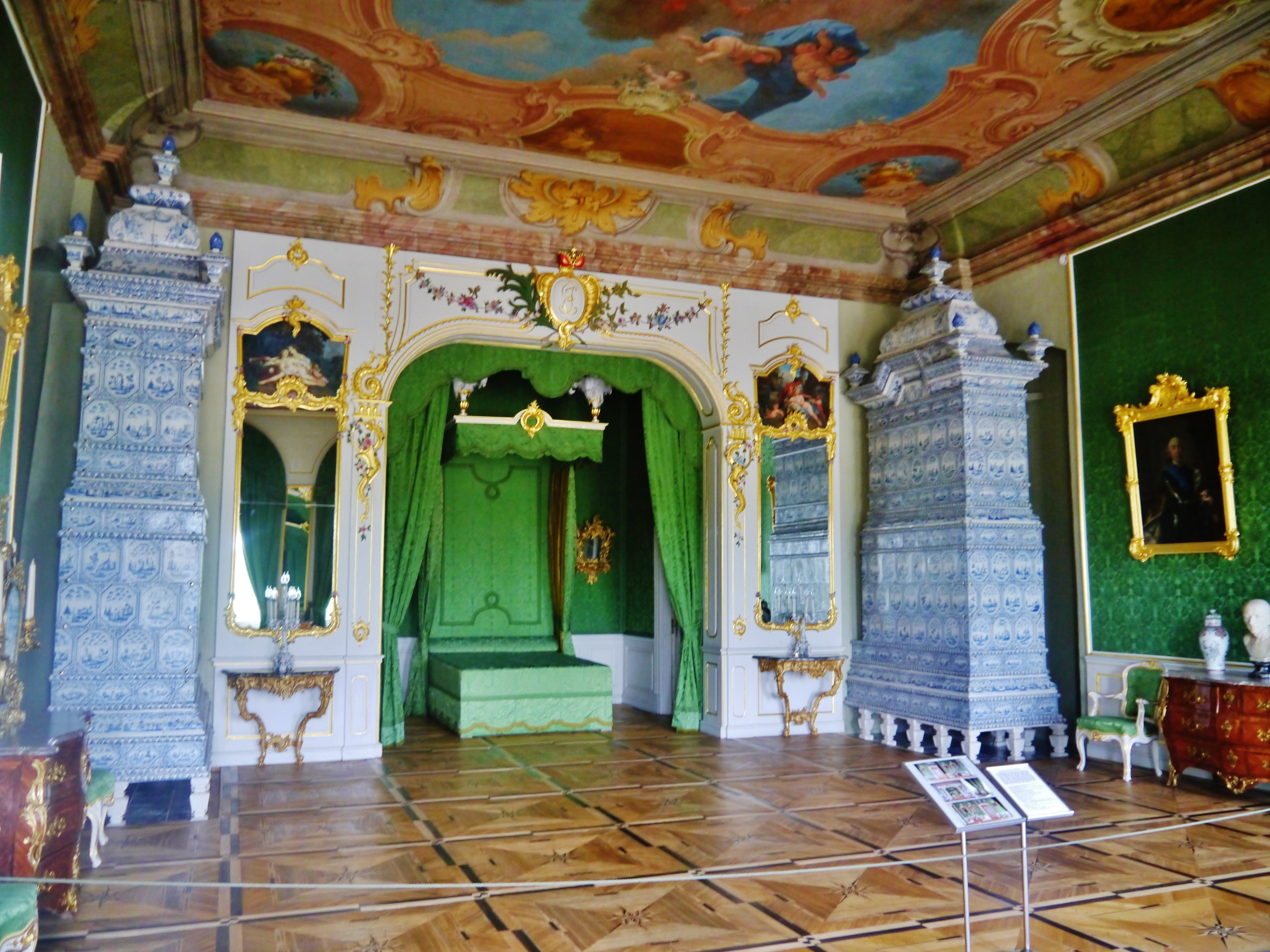
Sängkammaren.
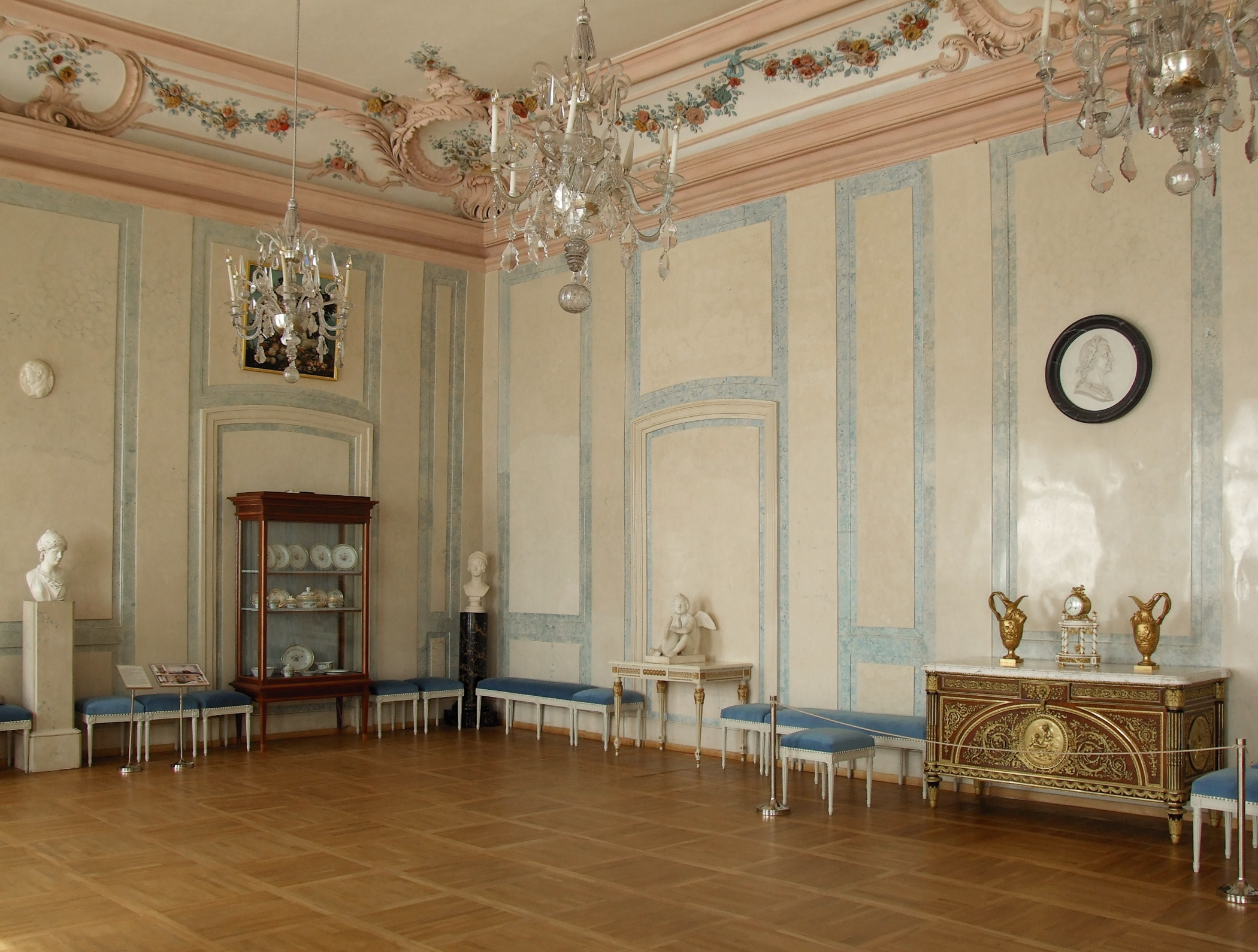
Marmorhallen.